# 素馨叶白英
素馨叶白英（学名：[Solanum laxum] 错误：{{Lang}}：文本有斜体标记（帮助））为茄科茄属下的一个种，为缠绕灌木。原产于巴西。它可用作藤蔓花卉，具观赏价值。

## 形态描述
多分枝，光滑无毛，茎具纵向细条纹。聚伞式圆锥花序顶生或侧生；花白带蓝色；萼星形，萼齿长圆形；花冠辐形，具皱折；雄蕊着生于花冠筒喉部，花药黄色，子房长圆形。

### 植株
缠绕灌木，多分枝，光滑无毛，茎具纵向细条纹。叶互生，茎上着生的叶多3深裂，长达4.5厘米，宽4厘米，侧裂片长约2厘米，宽约1厘米，先端钝；中裂片卵状披针形，长约4.5厘米，宽约1.8厘米，先端渐尖，基部圆形，两面均光滑无毛，叶柄长约3厘米；小枝上的叶为披针形至卵状披针形，长3-4厘米，宽1.5厘米，先端尖，基部圆形或稍不对称，边全缘；叶柄长约1厘米。

### 花序
聚伞式圆锥花序顶生或侧生，花梗长约1厘米，上端稍膨大，基部具关节；花白带蓝色，直径约2.5厘米；萼星形，直径约5毫米，萼齿长圆形，长约2毫米，端短尖；花冠辐形，具皱折，花冠筒隐于萼内，长约1毫米，冠檐长约10-11毫米，5裂，裂片近圆形，长约5-6毫米，宽7-8毫米，端常短尖；雄蕊着生于花冠筒喉部，花丝长约1毫米，花药黄色，长约3毫米，顶孔向内。
子房长圆形，直径约1毫米，花柱长约8毫米，除上部1/3光滑外，余均被白色绒毛，柱头稍微2裂。

## 生长环境
素馨叶白英可以生长在贫瘠的土地，相对霜耐寒，能够承受的温度摄氏零下6度到8度的恶劣环境，甚至生长得更好。

## 扩展阅读
- 維基物種上的相關：素馨叶白英